# Microserfs
Microserfs é um romance epistolar de Douglas Coupland publicado pela HarperCollins em 1995. Apareceu pela primeira vez em forma de conto como artigo de capa da edição de janeiro de 1994 da revista Wired e posteriormente foi expandido para o tamanho de um romance completo. Ambientado no início da década de 1990, o filme captura o estado da indústria de tecnologia antes do Windows 95 e antecipa a bolha das pontocom do final da década de 1990.
O romance é apresentado na forma de entradas de diário mantidas em um PowerBook pelo narrador, Daniel. Por isso, além da formatação e do uso de emoticons, esse romance é semelhante ao que surgiu uma década depois como o formato de blog.
Coupland revisitou muitas das ideias do Microserfs em seu romance JPod de 2006, que foi rotulado como "Microserfs para a Google generation".

## Trama
O enredo do romance tem dois movimentos distintos: os eventos na Microsoft em Redmond, Washington, e a mudança para o Vale do Silício e o projeto "Oop!".
O romance começa em Redmond, enquanto os personagens trabalham em diferentes projetos no campus principal da Microsoft. A vida no campus parece uma sociedade feudal, com Bill Gates como o senhor e os funcionários como servos. A maioria dos personagens principais — Daniel (o narrador), Susan, Todd, Bug, Michael e Abe — vivem juntos em uma "casa geek", e suas vidas são dedicadas aos seus projetos e à empresa. As fundações de Daniel são abaladas quando seu pai, um antigo funcionário da IBM, é demitido. A expectativa de vida de um programador da Microsoft pesa muito na mente de Daniel.
O segundo movimento do romance começa quando os personagens recebem ofertas de emprego no Vale do Silício, trabalhando em um projeto para Michael, que já havia deixado Redmond. Todos os moradores da casa — alguns imediatamente, outros depois — decidem se mudar para o Vale.
A vida dos personagens muda drasticamente quando eles deixam a esfera limitada do campus da Microsoft e entram no mundo de "One-Point-Oh". Eles começam a trabalhar em um projeto chamado "Oop!" (uma referência à programação orientada a objetos). Oop! é um programa de design semelhante ao Lego, que permite a criação dinâmica de muitos objetos, tendo uma semelhança com o Minecraft de 2009 (Coupland aparece na contracapa das edições de capa dura do romance fotografado na Legoland Billund, na Dinamarca, segurando um Lego 777).
Um dos pontos ocultos da trama é o relacionamento de Daniel e sua família com Jed, o irmão mais novo de Daniel, que morreu em um acidente de barco quando eles eram crianças.

## Personagens
Daniel
O narrador e personagem principal do livro. Inicialmente um testador de software para a Microsoft. Seus pensamentos são canalizados para o livro através do formato epistolar do romance, e também enquanto ele registra listas fluxo de consciência de termos que ele acredita existirem no subconsciente de um computador.
Susan
Uma programadora que inicialmente trabalhava para a Microsoft. Ao longo do romance, Susan tenta (nem sempre com sucesso) encontrar e manter um significado para a vida fora do trabalho. Ela eventualmente ganha status de semi-celebridade após fundar a Chyx, um grupo de apoio feminista para mulheres do Vale que programam.
Todd
Um testador e colega de trabalho de Daniel que é obcecado por fisiculturismo e está continuamente buscando algo em que acreditar. Sua família é muito cristã, enquanto Todd rejeitou a fé de seus pais.
Bug Barbecue
Um testador e colega de trabalho de Daniel; "o Homem Mais Amargo do Mundo". Ele é mais velho do que a maioria dos outros personagens e gosta de lembrá-los de sua maior experiência na indústria de software. Eventualmente, ele sai do armário. Sua principal razão para deixar a Microsoft para a Oop! foi "deixar o velho eu para trás" e começar de novo.
Michael
Um programador talentoso com autismo de alta funcionalidade (especificamente transtorno de coordenação do desenvolvimento) trabalhando inicialmente para a Microsoft. A decisão de Michael de deixar a Microsoft e fundar uma startup é o ímpeto para a mudança na vida dos outros personagens. Michael vive em uma dieta "Flatlander", o que significa que ele come apenas coisas que são bidimensionais; isso começou depois de um período em que ele se trancou em seu escritório, comendo apenas o que seus colegas de trabalho deslizavam por baixo da porta. Seu nome de tela é "Kraft Singles". Michael é viciado em xarope para tosse Robitussin, que contém a droga dissociativa dextrometorfano.
Karla
Uma codificadora, colega de trabalho e namorada de Daniel. O relacionamento de Karla com sua família é tenso, e ela evita ativamente o contato com eles. Ela começa a história como uma pessoa fechada, mas conforme o romance se desenrola, sua personagem começa a ser mais aberta e compreensiva. Ela tem um histórico de transtorno alimentar.
Abe
Codificador graduado do MIT e multimilionário que fica na Microsoft quando o resto dos personagens partem para a Califórnia. Suas conversas por e-mail com Daniel aparecem ao longo do romance. Abe, que sentia muita falta dos amigos, eventualmente se junta à Oop! e salva a empresa da ruína financeira.
Ethan
Presidente e cofundador da Oop!. Principalmente voltado para os negócios, ele foi milionário três vezes com vários projetos (eventualmente fracassados). Ele dedica seu tempo a buscar capital de risco para a empresa iniciante. A personalidade de Ethan é diametralmente oposta aos outros personagens, em parte por causa de sua relativa falta de conhecimento técnico. Ele sofre de caspa ruim e sua pele é marcada por cicatrizes de procedimentos para remover crescimentos cancerígenos.
Dusty
Fisiculturista e programadora que é apresentada mais tarde no romance. Ela está romanticamente envolvida com Todd, e eles têm um bebê juntos (Lindsay). Ela se torna uma funcionária da Oop!. Ela e Todd são obcecados em transformar seus corpos em "máquinas" perfeitas indo à academia todos os dias e tomando pílulas de proteína e bebidas.
Amy
Uma estudante canadense de engenharia da computação que é apresentada mais tarde no romance. Ela e Michael se conhecem na internet e se apaixonam, apesar de nunca se conhecerem pessoalmente ou mesmo saberem o gênero um do outro. Devido ao medo de rejeição de Michael, Daniel é enviado para a Universidade de Waterloo para conhecê-la. Amy fica noiva de Michael e se junta à equipe Oop! após se formar na universidade.
Emmett
Introduzido mais tarde no romance, Emmett é um artista de storyboard manso e asmático contratado pela Oop! que entra em um relacionamento submisso com Susan. Ele coleciona mangás apesar de seu ódio pela influência do Japão na animação americana.
Anatole
Codificador francês que é vizinho de Daniel e costumava trabalhar para a Apple. Embora não seja um funcionário da Oop!, ele visita a equipe com frequência e os acompanha a Las Vegas para a convenção CES. Seu sotaque fica mais forte perto de mulheres
Daniel's father
Um gerente de nível médio na IBM que representa uma geração mais velha de trabalhadores técnicos. Após ser demitido, ele começa a trabalhar de perto com Michael em um projeto secreto que desperta sentimentos de ciúmes em Daniel.
Daniel's mother
Bibliotecária com pouco conhecimento técnico, ela serve para dar ao grupo uma visão sobre o que os leigos entendem sobre tecnologia.
Jed
O irmão mais novo de Daniel que morreu em um acidente de afogamento na infância. Ele é uma presença iminente na mente de Daniel ao longo do romance.
Misty
O cão acima do peso dos Underwoods. Ela foi originalmente treinada para ser um cão-guia, mas falhou no exame porque era muito afetuosa.

## Influências

### Microsoft, Vale do Silício e cultura geek
Sempre me surpreende que 90 por cento das pessoas nos Estados Unidos agora trabalham diretamente em um PC. Isso é como um bilhão de horas-pessoa gastas por dia, e ainda assim nenhuma das histórias que contamos, ou dos livros que escrevemos, acontecem em um escritório. Há tanto da alma humana e da imaginação naquele ambiente estranho agora. Estou surpreso que não vemos 50 livros por semana sobre a vida no escritório.

Coupland, The Times, July 1998.
Coupland viveu em Redmond, Washington, durante seis semanas e em Palo Alto, no Vale do Silício, durante quatro meses, pesquisando a vida dos trabalhadores da Microsoft. "Foi uma observação do tipo 'Gorilas na Névoa'... O que eles colocam no porta-luvas? Que lanches eles comem? Que pôsteres estão nas paredes do quarto deles?" Amigos da Microsoft e da Apple também o ajudaram com a pesquisa.
O romance foi um afastamento radical do romance anterior de Coupland, Life After God. “Escrevi os dois livros com mentalidades radicalmente diferentes, e Serfs foi um redirecionamento deliberado para um reino diferente”. Coupland percebeu pela primeira vez que seus amigos da escola de arte estavam trabalhando com computadores em 1992.

### Fé digital
A pesquisa de Coupland revelou ligações com os temas de Life After God. "O que me surpreendeu sobre a Microsoft é que ninguém tem qualquer concepção de uma vida após a morte. Há tão pouco pensamento dado a questões eternas que sua própria ausência os torna intencionalmente ali. Essas pessoas estão tão presas ao mundo, por padrão algum tipo de transcendência está localizada em outro lugar, e obviamente as máquinas se tornam o totem que elas imbuem com propriedades sagradas, desejos, esperanças, objetivos, desejos, sonhos. Isso soa como ficção científica dos anos 1940, mas se tornou o mundo."

### Alusões à história, geografia e ciência
O livro se passa primeiro na Microsoft em Redmond, Washington (perto de Seattle) e depois no Vale do Silício (perto de São Francisco). O período é de 1993 a 1995, época em que a Microsoft alcançou o domínio na indústria de software e saiu vitoriosa do processo "Look & Feel" da Apple Inc., uma empresa que às vezes parecia estar em perigo de desmoronar. O terremoto de Northridge acontece durante a história e tem um efeito profundo em Ethan, que acaba construindo uma réplica de um cruzamento rodoviário com peças de Lego para homenagear a infraestrutura destruída pelo terremoto.

## História
Quando Microserfs foi lançado, a maioria das pessoas pensou que era um olhar antropológico bem focado em um pequeno grupo de trabalhadores da informação historicamente transitórios no noroeste do Pacífico americano. Acontece que eles estavam formando um modelo da maneira como todos os outros no mundo trabalham em e ao redor da informação. Com o passar do tempo, tornou-se muito mais amplo, em vez de muito mais restrito, que é o que aconteceu com a Geração X.

Coupland, The Times, June 1998.
O interesse de Coupland pelo mundo da Microsoft e dos profissionais de tecnologia começou com a publicação de um conto na revista Wired em 1994. A história mais tarde seria expandida para o romance.
Pouco antes da publicação de Microserfs, Coupland começou a se distanciar de seu rótulo de porta-voz da Geração X.
O romance de Coupland antecipou o resultado da bolha das pontocom do final da década de 1990 com sua representação do Oop! busca de capital do projeto.
O audiolivro resumido de Microserfs foi lido por Matthew Perry.

## Mensagens codificadas
Várias mensagens codificadas estão incluídas no texto:
- Nas páginas 104–105, há uma mensagem binária codificada que diz, quando decodificada:

"Eu amo a Lisa Computers

Este é meu computador. Existem muitos como ele, mas este é meu. Meu computador é meu melhor amigo. É minha vida. Devo dominá-lo, assim como devo dominar minha vida. Sem mim, meu computador é inútil. Sem meu computador, sou inútil. Devo usar meu computador de verdade. Devo computar mais rápido que meu inimigo que está tentando me matar. Devo superá-lo em computação antes que ele me supere em computação. Eu farei isso. Diante de Deus, juro este credo. Meu computador e eu somos defensores deste país. Somos mestres de nosso inimigo. Somos os salvadores da minha vida. Que assim seja até que não haja inimigo, mas paz. Amém.

Pêssegos em lata Yttrium San Fran"
Esta mensagem é uma versão adaptada do Credo do Atirador.
- Nas páginas 308–309, as consoantes aparecem em uma página e as vogais na outra. Este texto foi retirado de uma carta escrita por Patty Hearst para seus pais quando ela foi sequestrada.

## Lançamento
- 1995, USA, Regan Books ISBN 0-06-039148-0, data de publicação junho de 1995, capa dura
- 1995, Canada, HarperCollins ISBN 0-00-224404-7, data de publicação junho de 1995, capa dura
- 1996, USA, Regan Books ISBN 0-06-098704-9, data de publicação 19 de junho de 1996, brochura